# Alfonso Capra
Alfonso Capra (Vicenza, 1562 – 27 febbraio 1638) è stato un militare italiano.

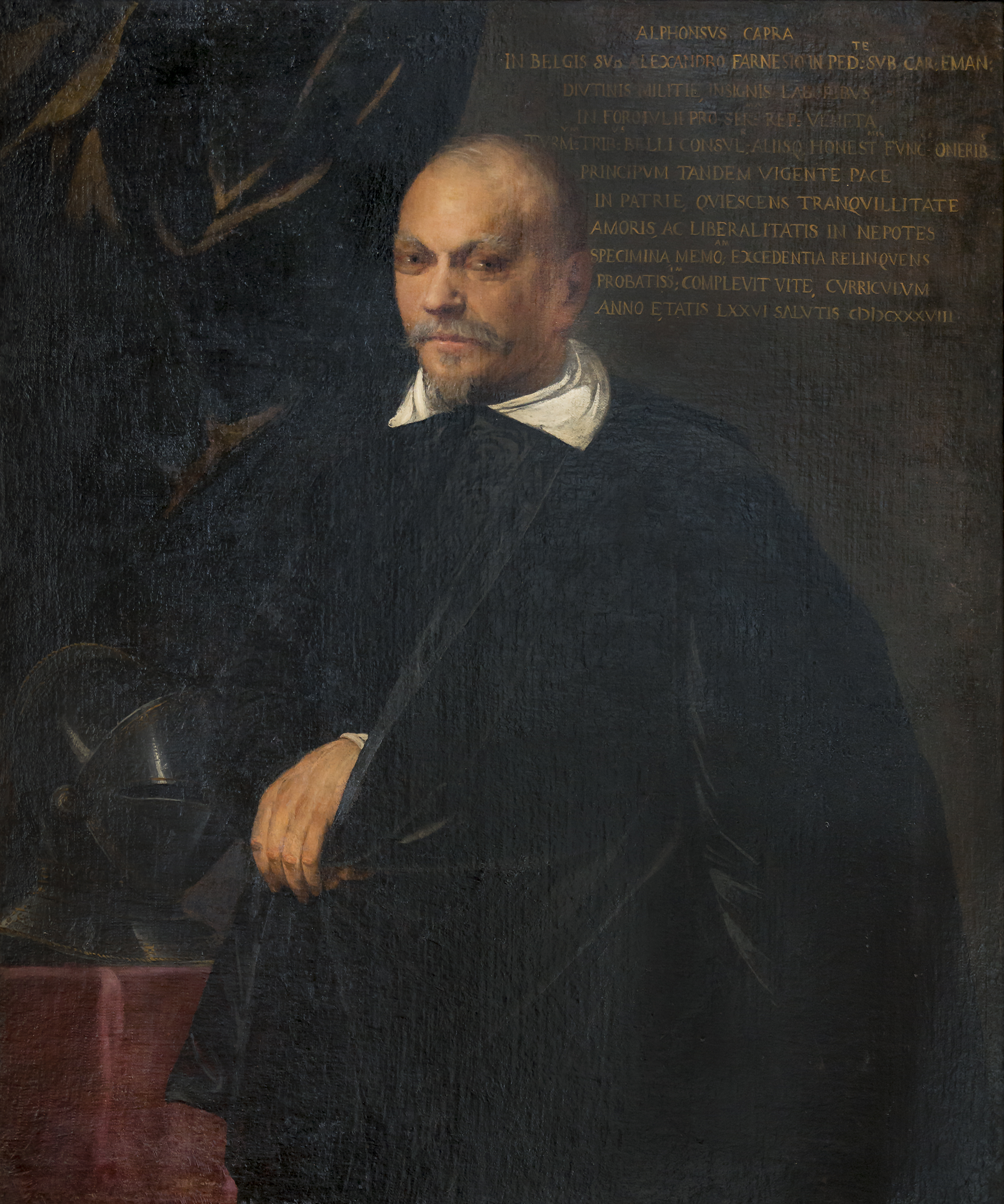
Alfonso Capra di Jacopo Bassano

Nacque da Girolamo di Giovanni Capra e da Beatrice di Domenico Almerico, entrambi membri della nobiltà vicentina. Ebbe due sorelle, Isabella e Altadonna, e due fratelli, Achille e Francesco.
Per otto anni combatté la rivolta olandese sotto il comando di Alessandro Farnese, per poi passarne altri tre al soldo di Carlo Emanuele I nella guerra di successione al marchesato di Saluzzo. In queste occasioni si distinse come esperto di macchine militari, favorito dalla sua predisposizione alla matematica e al disegno tecnico.
Allo scoppio della guerra di Gradisca offrì i suoi servigi alla madrepatria, la Serenissima. Il Senato veneziano accettò di buon grado, assegnandogli il comando di milleduecento fanti.
Il 30 aprile 1616, durante una riunione presidiata dal provveditore generale Piero Barbarigo, venne deciso un attacco su Lucinico dove il nemico si stava concentrando; il Capra ebbe il compito di colpire dalla "strada di San Lorenzo" alla testa di quattrocento "fanti di cernide". In generale l'operazione ebbe successo, tuttavia si lamentò proprio il comportamento dei soldati del Capra i quali ebbero un ruolo estremamente marginale nei combattimenti (tanto da conseguire appena cinque feriti).
Sul finire del 1616 o, al massimo, l'anno successivo, il Capra tornò a Vicenza dove si occupò degli amatissimi figli del fratello Francesco, rimasti orfani del padre nel 1600. In questo periodo la Repubblica lo scelse per restaurare il castello di Enego, ma a parte questo non ebbe incarichi di rilievo. Morì due decenni dopo, lasciando la sua eredità ai nipoti Girolamo, Conte e Giovanni.